# Юли (Флорида)
Юли (англ. Yulee) — статистически обособленная местность, расположенная в округе Нассау (штат Флорида, США) с населением в 8392 человека по статистическим данным переписи 2000 года.

## География
По данным Бюро переписи населения США статистически обособленная местность Юли имеет общую площадь в 59,57 квадратных километров, водных ресурсов в черте населённого пункта не имеется.
Статистически обособленная местность Юли расположена на высоте 11 м над уровнем моря.

## Демография
По данным переписи населения 2000 года в Юли проживало 8392 человека, 2383 семьи, насчитывалось 3083 домашних хозяйств и 3312 жилых домов. Средняя плотность населения составляла около 140,88 человека на один квадратный километр. Расовый состав населённого пункта распределился следующим образом: 90,57 % белых, 6,61 % — чёрных или афроамериканцев, 0,60 % — коренных американцев, 0,48 % — азиатов, 0,04 % — выходцев с тихоокеанских островов, 1,35 % — представителей смешанных рас, 0,36 % — других народностей. Испаноговорящие составили 1,53 % от всех жителей статистически обособленной местности.
Из 3083 домашних хозяйств в 37,1 % воспитывали детей в возрасте до 18 лет, 61,4 % представляли собой совместно проживающие супружеские пары, в 11,1 % семей женщины проживали без мужей, 22,7 % не имели семей. 17,5 % от общего числа семей на момент переписи жили самостоятельно, при этом 5,4 % составили одинокие пожилые люди в возрасте 65 лет и старше. Средний размер домашнего хозяйства составил 2,72 человек, а средний размер семьи — 3,06 человек.
Население статистически обособленной местности по возрастному диапазону по данным переписи 2000 года распределилось следующим образом: 27,6 % — жители младше 18 лет, 7,9 % — между 18 и 24 годами, 31,2 % — от 25 до 44 лет, 24,2 % — от 45 до 64 лет и 9,1 % — в возрасте 65 лет и старше. Средний возраст жителей составил 35 лет. На каждые 100 женщин в Юли приходилось 101,7 мужчин, при этом на каждые сто женщин 18 лет и старше приходилось 97,8 мужчин также старше 18 лет.
Средний доход на одно домашнее хозяйство статистически обособленной местности составил 40 976 долларов США, а средний доход на одну семью — 46 842 доллара. При этом мужчины имели средний доход в 32 239 долларов США в год против 22 273 доллара среднегодового дохода у женщин. Доход на душу населения статистически обособленной местности составил 40 976 долларов в год. 7,2 % от всего числа семей в населённом пункте и 10,6 % от всей численности населения находилось на момент переписи населения за чертой бедности, при этом 13,2 % из них были моложе 18 лет и 13,9 % — в возрасте 65 лет и старше.